# Leonardo Benítez
Pour les articles homonymes, voir Benitez.
Leonardo Benítez Flores,  dit  « Leonardo Benítez  », né à Caracas, Venezuela le 18 février 1970, est un matador vénézuélien.

## Présentation
Après avoir participé à 48 novilladas il reçoit son alternative à Monterrey devant des taureaux de la ganadería José Garfías. 

## Carrière
Il confirme son  alternative  à Mexico en 1994, avec pour parrain Mariano Ramos, et pour témoin Mauricio Portillo, face à un taureau de la ganadería de San Marcos.
En France, il triomphe lors de sa première apparition à  Béziers le 15 août 1997 en compagnie de Curro Romero, et de Enrique Ponce. Il coupe trois oreilles ce jour-là et se fait remarquer par ses quites éblouissants.
En Espagne, il fait ses débuts à Las Navas del Marqués (province d'Ávila) aux côtés de El Fundi  et de Miguel Rodríguez. Il confirme son alternative le 9 mai 1999 avec pour parrain José Luis Bote et pour témoin Antonio Iniesta devant des taureaux de la ganadería Sánchez Ybargüen.
Sa carrière s'est poursuivie avec succès dans son pays, le Venezuela, où il est retourné.